# Herzog-Johann-Gymnasium
Das Herzog-Johann-Gymnasium (HJG) in Simmern ist das älteste Gymnasium im Hunsrück. Es steht in der nahezu ununterbrochenen Tradition der Simmerner Lateinschule in der kurpfälzischen Residenz vom Ende des 15. und Beginn des 16. Jahrhunderts (Konsolidierung). Auf den Sohn des mutmaßlichen Gründers, Herzog Johann II. führt die heutige Schule ihren Namen zurück. Das moderne Gymnasium wurde seit 1912 aufgebaut, das erste Abitur der ab 1923 vollberechtigten Anstalt fand 1926 mit fünf Prüflingen, darunter einer Abiturientin, statt. Die heutigen Gebäude wurden zwischen 1976 und 1984 bezogen. Mit einer Schülerzahl von etwa 1000 gehört die Schule zu den größten ihrer Art.

## Vorgängeranstalten

### Lateinschule
In einer Urkunde des Pfalzgrafen Friedrichs I. von Simmern (1459–1480) erhält der Simmerner Schulmeister Bechtold Peter von Altendorff am 24. März 1465 ein bedeutendes Stipendium mit der Auflage, damit er Schule nach seinem besten Vermögen halte. Daraus kann hergeleitet werden, dass unter der Herrschaft dieses Pfalzgrafen in unserer Stadt Simmern, wohl auch der Ursprung der Lateinschule angenommen werden kann. Herzog Johann II., einer der gebildetsten und bedeutendsten Fürsten der damaligen Zeit, hat die Lateinschule in seiner Residenzstadt vermutlich dann weiter ausgebaut. Urkundlich wird sie 1514 als bestehend erwähnt. Aus der Frühzeit der Schule ist wenig bekannt. Ab 1569 sind 28 Rektoren aus den Kirchenakten (jetzt Archiv der Evangelischen Kirche im Rheinland) ersichtlich. Leiter und zuerst einziger Lehrer der auch so genannten Rektoratsschule war nach Einführung der Reformation, 1557, bis 1881 immer ein jüngerer evangelischer Theologe vor Übernahme eines Pfarramtes, später war die Stelle mit der zweiten Simmerner Pfarrstelle verbunden. Zur Zeit der Wiedereinführung des katholischen Bekenntnisses (1686) war der Rektor auch katholisch. In der Zeit der Gleichberechtigung der beiden Konfessionen gab es wohl auch des Öfteren zwei Rektoren. Zweck der Anstalt war in erster Linie die Vorbereitung auf den Besuch der Universitäten insbesondere für künftige Theologen. Unterrichtsfächer waren daher wie üblich: Lateinisch, Griechisch, Hebräisch, Philosophie, Geographie, Geschichte etc. Die Zahl der Schüler ist nicht bekannt. Sie werden wohl in einen einzigen Raum gepasst haben. Das sogenannte Wernersche Haus am Fruchtmarkt ist als einer
der ersten Schulstandorte bekannt.
Gegen Ende der kurpfälzischen Zeit war die Schule kurz im Schloss untergebracht. Der Einzugsbereich war aber groß, sogar von Kauber Schülern wird berichtet. Die Franzosen, die das Rheinland besetzt hielten, hoben die Schule 1805 wie auch in anderen Städten auf.

### Höhere Bürgerschule
Preußen erlaubte die Eröffnung der Schule wieder als Höhere Bürgerschule im Jahre 1822. Zweiter Rektor war von 1823 bis 1824 Friedrich Back, der sich später um die lokale Kirchengeschichte verdient gemacht hat. Er wurde von dem Theologen
Heinrich Knebel (bis 1827) abgelöst. 1826 bereits musste ein Hilfslehrer eingestellt werden. 1838 war die Schule im Haus Klostergasse (gegenüber der Kirche, 1960 Böhncke) untergebracht. 1838 wurde eine zweite Klasse eingerichtet mit einem weiteren Lehrer, der Rektor unterrichtete die oberen Stufen in seiner Wohnung. Ab dieser Zeit sind Zahlen greifbar: 1840 unterrichteten zwei Geistliche und ein Lehrer 28 Schüler wieder im Schloss. Ab 1864 bis 1916 war die Schule im Bürgermeisteramt untergebracht: Ein Geistlicher und drei Lehrer unterrichteten im Jahre 1864 33 Einheimische und sieben Auswärtige, darunter 22 Evangelische, 15 Katholiken, 3 hatten jüdische Religion. Mädchen waren noch nicht zugelassen. Sie besuchten eine Höhere Töchterschule. Bis zum Ersten Weltkrieg und nach dem Bau der Hunsrückbahn wuchs die Schule auf 2 Geistliche und fünf Lehrer an, die über 80 Schüler in den unteren (mit seit 1903 vier parallelen Realklassen) und etwa 30 in den oberen Gymnasialklassen (Obertertia (O III) und Untersekunda (U II)) unterrichteten. Für das Schuljahr 1911/12 waren dies 65 Einheimische, 29 Auswärtige, davon 63 Ev., 25 Kath. und 6 Jüd. Aus finanziellen Gründen wurde die Höhere Töchterschule von 1899 bis 1912 (Anerkennungsantrag als Realprogymnasium) und dann endgültig 1923 mit der Knabenschule vereinigt.
Abitur bot diese Schule noch nicht an. Dazu ging man in der Regel nach Bad Kreuznach zum nachmaligen Gymnasium an der Stadtmauer. Die meisten Schüler wollten aber gar nicht studieren, sondern strebten Berufe in Handwerk und Gewerbe an.

### Realprogymnasium
Seit 1910 wurde um den Ausbau der Schule zu einem vollwertigen Gymnasium gerungen. Unter anderen setzte sich der Hunsrücker Abgeordnete Albert Hackenberg und später der Landrat Brandt für die Schule ein. Es gab erstmals staatliche Zuschüsse. Ab Ostern 1912 durfte sich die Schule Realprogymnasium i.E. [= in Entwicklung] (mit Koedukation) nennen. Dazu wurde ein neues Gebäude geplant und auf einem etwa 5000 m² großen Gelände auf dem Füllkasten (mundartlich: Fillkaste) im Weltkrieg ab Sommer 1914 bis Sommer 1916 repräsentativ mit Bruchsteinen, einem Säulenportal und Zwiebelturm gebaut. Es gab sechs Klassenzimmer, zwei Reserveräume, einen Physikraum mit ansteigenden Sitzreihen und Verdunkelung , Nebenräume, Warteraum für Fahrschüler im Untergeschoss (die Bahnen und späteren Busse waren auf Arbeitsbeginn um 7 Uhr ausgerichtet), Hausmeister- und Direktorwohnung etc. Ostern 1923 wurde die erste Obersekunda (O II) aufgestockt, die dann erstmals 1926 ins Abitur ging. 1924 wurde die Schule dem Schuldezernat beim Regierungspräsidium in Koblenz unterstellt. Träger war aber immer noch die Stadt (mit Zuschüssen des Kreises). Allerdings wurde der weitere Ausbau im Weltkrieg gestoppt, sodass die volle Anerkennung vorerst versagt blieb. Das Abitur musste jeweils erst anerkannt werden. Erst am 10. September 1929 konnte für den notwendigen Erweiterungsbau mit Turnhalle, Zeichensaal, Musikraum (darüber) und vier Klassenräumen Richtfest gefeiert werden. Ab 12. März 1930 war die Schule dann voll anerkannt als Reform-Realgymnasium des Kreises und der Stadt Simmern-Hunsrück mit Realschulabteilung in U II (mit Gemeinschaftserziehung).
Als Zubringerschulen, die Direktor Karl Götzke initiiert hatte, fungierten die Volksschulen in Kastellaun, Stromberg, Kirchberg, Morbach und zeitweise auch Büchenbeuren. Dort wurden die Volksschüler etwa ab 11 Uhr von und bei den Pfarrern zusätzlich in Latein und zum Beispiel Alte Geschichte und besonders für die Mädchen in Französisch (in Kastellaun durch den katholischen Pfarrer) unterrichtet und auf die Aufnahmeprüfung für die Quarta vorbereitet, die 1919 vor dem Direktor als staatlichem (bis 1918 königlichen) Kommissar abgelegt werden musste.

### Hunsrückschule als Deutsche Oberschule
Zu Ostern 1938 wurde die Schule von den damals regierenden Nationalsozialisten in eine Deutsche Oberschule umgewandelt, der Regelschulform neben dem selteneren Gymnasium, und vom Kreis übernommen. Sie hieß nun Hunsrückschule, Oberschule für Jungen, lief über 12 Jahre und bekam die unvermeidliche nationale Ausrichtung, dazu wurde Direktor Goetzke trotz der Unterstützung durch einige einflussreiche Eltern entlassen und auf eine Studienratsstelle am Burggymnasium in Essen versetzt. Nun wurde statt mit Latein mit Englisch begonnen, wenigstens bekam die Schule nun einen mathematisch-naturwissenschaftlichen Zweig. Sie hatte nun 480 Schüler (trotz des programmatischen Namens auch mit Mädchen), zwei Drittel kamen von auswärts mit dem Fahrrad oder mit der Bahn.
Der Schulname Hunsrückschule wurde 1981 von der 1968 in Kirchberg gegründeten und von 1973 bis 81 in Gemünden gelegenen Förderschule mit Schwerpunkt Lernen des Kreises übernommen, die nach dem Neubau des Gymnasiums nach entsprechendem Umbau auch die alten Gebäude in der heute so genannten Herzog-Reichard-Straße nutzt.

## Staatliches neusprachliches Gymnasium
Nach dem Kriege wurde wieder zur alten Form zurückgegangen als Neusprachliches Gymnasium Simmern (Hunsrück). Die Verstaatlichung wurde vom Landtag des Landes Rheinland-Pfalz am 12. Oktober 1951 beschlossen mit Wirkung zum Juni 1952. Das erste Zeugnis mit dem neuen Namen Staatliches neusprachliches Gymnasium Simmern (Hunsrück) wurde nach dem Abschluss des zweiten Jahresdrittels, am 19. Dezember 1952 ausgestellt. Das Gymnasium wuchs, 1959/60 wurde ein großzügiger An- und Umbau vorgenommen. Noch drei Mal wurde der Schulname geändert: 1959 wurde und mathem.-naturwissenschaftliches dazu genommen. 1961 besann man sich wieder auf Staatliche Hunsrückschule (neusprachl. und mathem.-naturwissenschaftliches Gymnasium), Simmern. Seit 1965 heißt sie Staatliches Herzog-Johann-Gymnasium Simmern.

## Die neue Schule
Bereits 1972/73 war die Schule überfüllt, obwohl in Kastellaun ein Gesamtschulversuch begonnen hatte. Im Jahre 1976 besuchten 1010 Schüler 35 Klassen (beziehungsweise Kurse in der Reformierten Oberstufe), 72 Abiturienten besuchten die Abschlusskurse. Die Grundsteinlegung für den Neubau erfolgte dann am 19. November 1976, der erste Bauabschnitt wurde am 19. Oktober 1978 mit dem sogenannten Simmerner Stuhlgang vom alten ins neue Gebäude in Besitz genommen. Die übrigen drei Bauabschnitte wurden bis zum Herbst 84 fertiggestellt und am 7. September 1984 feierlich übergeben. Zunächst war das Gymnasium durch die bunte Außenbemalung Papageienkäfig genannt worden, ehe die bröckelnde Fassade gesichert wurde. Das Außenbild prägt nun der an der Außenfassade angebrachte dunkle Schiefer. 1392 Schüler besuchen heute das Herzog-Johann-Gymnasium, unterrichtet von 71 Lehrern. Mittlerweile herrscht wieder Platzmangel an der Schule, so dass durch Container weitere Räumlichkeiten geschaffen werden mussten. Mit der neuen Gesamtschule in Kirchberg wird die Schülerzahl in den nächsten Jahren weiter sinken, schon im Schuljahr 2009/2010 wurden nur noch fünf 5. Klassen eingerichtet.
Am 3. September 2009 löste sich um 11:22 Uhr an der benachbarten Realschule plus eine Holzkonstruktion und krachte auf den Schulhof der Realschule. Nur wenige Minuten vorher hatte das Klingelzeichen die Pause beendet, sodass sich zum Zeitpunkt des Unglücks kein Mensch mehr auf dem Schulhof befand. Während der Evakuierung der Realschule kam es zu mehreren organisatorischen Pannen. Das Handynetz brach aufgrund der Anrufe der Schüler zusammen, was die Arbeiten erschwerte. Der Unterricht konnte am Folgetag planmäßig fortgesetzt werden.

## Schulprofil
Die Schule bietet neben Englisch, Französisch und Latein auch Spanisch und Russisch sowie Italienisch als Arbeitsgemeinschaft an. Zu den weiteren Ausstattungen der Schule zählen die bundesweit als beispielhaft angesehene
Mediothek, ein großer und ein kleiner Filmsaal, eine Cafeteria und eine Mehrzweckhalle sowie eine Sporthalle. Auch ein Observatorium steht zur Verfügung. Seit 1958 gibt es an der Schule die Schülerzeitung Die Pause, seit 1993 mit dem Titel Chatterbox.

## Schulpartnerschaften
Die Schule unterhält Austauschprogramme (zum Teil unter dem Comenius-Programm der EU) mit:
- Frankreich: Migennes/Burgund (zwei Colléges) (zugleich Städtepartnerschaft) seit Beginn der 1970er Jahre[11]
- Spanien: I.E.S. Garcilaso de la Vega in Torrelavega (Kantabrien) seit 2005[12]
- Ungarn: Avasi-Gymnasium in Miskolc seit 1990[13]

Zudem gab es in der Vergangenheit Schüleraustausche zu nachfolgenden Schulen:
- Norwegen: Storelvdal ungdomsskole, Koppang
- Italien: Istituto Canossiano Madonna del Grappa in Treviso
- Österreich: Bundesoberstufenrealgymnasium in Mittersill im Pinzgau

## Preise
- Seit 1990 verleiht die Günter-Felke-Stiftung am Herzog-Johann-Gymnasium den von dem ehemaligen Schüler Günter Felke aus Sohren gestifteten Preis an einzelne Schüler oder Teams der Schule für besondere schulische Leistungen.
- Das Gymnasium erhielt 2006 den Willy-Brandt-Preis für die besondere Ausgestaltung seiner Schulpartnerschaft mit der norwegischen Partnerschule. Überreicht wurde der Preis vom damaligen Bundesminister des Auswärtigen Frank-Walter Steinmeier.

## Schulleiter
Direktoren der Neuzeit (ab Ostern 1912)
- 1912–15. Oktober 1933 Karl Goetzke / G. Wytzes -stellv. Leiter-
- 1. April 1934–17. Juni 1935 Winkelmann / G. Wytzes
- 1936–1937 Schneider / G. Wytzes
- 1940–1945 Karl Ostermann
- 1945–1949 Robert Lueben - 1949 W. Schatz -stellv. Leiter-
- 1950–1958 Martin Heß
- 1958–1970 Eberhard Meier-Staude
- 1970–1972 Manfred Dietz
- 1972–2000 Wolfgang Heinemann
- 2000–2001 Ernst Enno Hilgert -Leiter-
- 2001–2009 Rudolf Windecker
- 2009–2025 Elke Gresch
- seit 2025 Markus Quotschalla[4]

## Bekannte Schüler
- Günter Felke, deutscher Unternehmer, Gründer der Günter-Felke-Stiftung, vorzeitig verlassen 1948
- Walter Felke, deutscher Unternehmer und Kommunalpolitiker
- Edgar Reitz, Filmregisseur der Heimat-Trilogie, Abitur 1952
- Hansgerd Schulte, Professor für Germanistik an der Universität Paris III und Präsident des Deutschen Akademischen Austauschdienstes, Bonn
- Rainer Schulte, Professor für Fremdsprachen (Englisch, Französisch und vergleichende Literaturwissenschaft) an der University of Texas at Dallas, Abitur 1956 (Fulbright-Stipendium 1958/59, MA Mainz 1962, PhD Comp. Lit. U. Michigan 1965)[15]
- Klaus Schatz, SJ, Professor und Limburger Bistumshistoriker Abitur 1956
- Dieter Finzel, Präsident der Rechtsanwaltskammer im Bezirk des OLG Hamm, Abitur 1960
- Klaus Schmittinger, Tischtennis-Nationalspieler und Bundestrainer
- Klaus Gerlach, Mannschaftsarzt vom 1. FSV Mainz 05, Abitur 1972
- Ekkehard Rumpf, FDP-Politiker, Abitur 1984
- Dan Zerfaß, Domkantor des Doms St. Peter zu Worms, Abitur 1988
- Dorothee Oberlinger, bekannte Blockflötistin, Professorin am Mozarteum, Abitur 1989
- Mario Ohlberger, Professor für Angewandte Mathematik, Uni Münster, Abitur 1990
- Isabel Heinemann, Professorin für Neueste Geschichte, Uni Münster, Abitur 1990
- Timo Kirschstein, Professor für Neurophysiologie an der Universität Rostock, Abitur 1993[16]
- Sebastian Henn, Professor für Wirtschaftsgeographie an der Friedrich-Schiller-Universität Jena, Abitur 1996[17]
- Uwe Kirschstein, Oberbürgermeister der Stadt Forchheim, SPD-Politiker, Abitur 1996
- Alexander Zerfaß, Professor für Liturgiewissenschaft an der Universität Salzburg, Abitur 1996[18]
- Carsten Braun, Komponist, Abitur 1997
- Felix Blume (Kollegah), Rapper, Abitur 2005

## Schulzentrum
Das Gymnasium ist eingebunden in ein Schulzentrum bestehend aus der Dr.-Kurt-Schöllhammer-Grundschule mit etwa 200 Jungen und Mädchen, aus den Berufsbildenden Schulen mit dem Wirtschaftsgymnasium für etwa 2000 Schüler und der Realschule plus.